# Utah Grizzlies
Utah Grizzlies je profesionální americký klub ledního hokeje, který sídlí ve West Valley City v Utahu. Do ECHL vstoupil v ročníku 2005/06 a hraje v Horské divizi v rámci Západní konference. Své domácí zápasy odehrává v hale Maverik Center s kapacitou 10 100 diváků. Klubové barvy jsou zelená, černá, měděná a bílá. Jedná se o farmu klubů Colorado Avalanche (NHL) a Colorado Eagles (AHL).
Založen byl v roce 2005 po přestěhování týmu Lexington Men O' War do West Valley City.

## Přehled ligové účasti
Zdroj:
- 2005–2010: East Coast Hockey League (Západní divize)
- 2010–2014: East Coast Hockey League (Horská divize)
- 2014–2015: East Coast Hockey League (Pacifická divize)
- 2015–2016: East Coast Hockey League (Západní divize)
- 2016– : East Coast Hockey League (Horská divize)